# الإسلام في المنطقة القطبية الشمالية

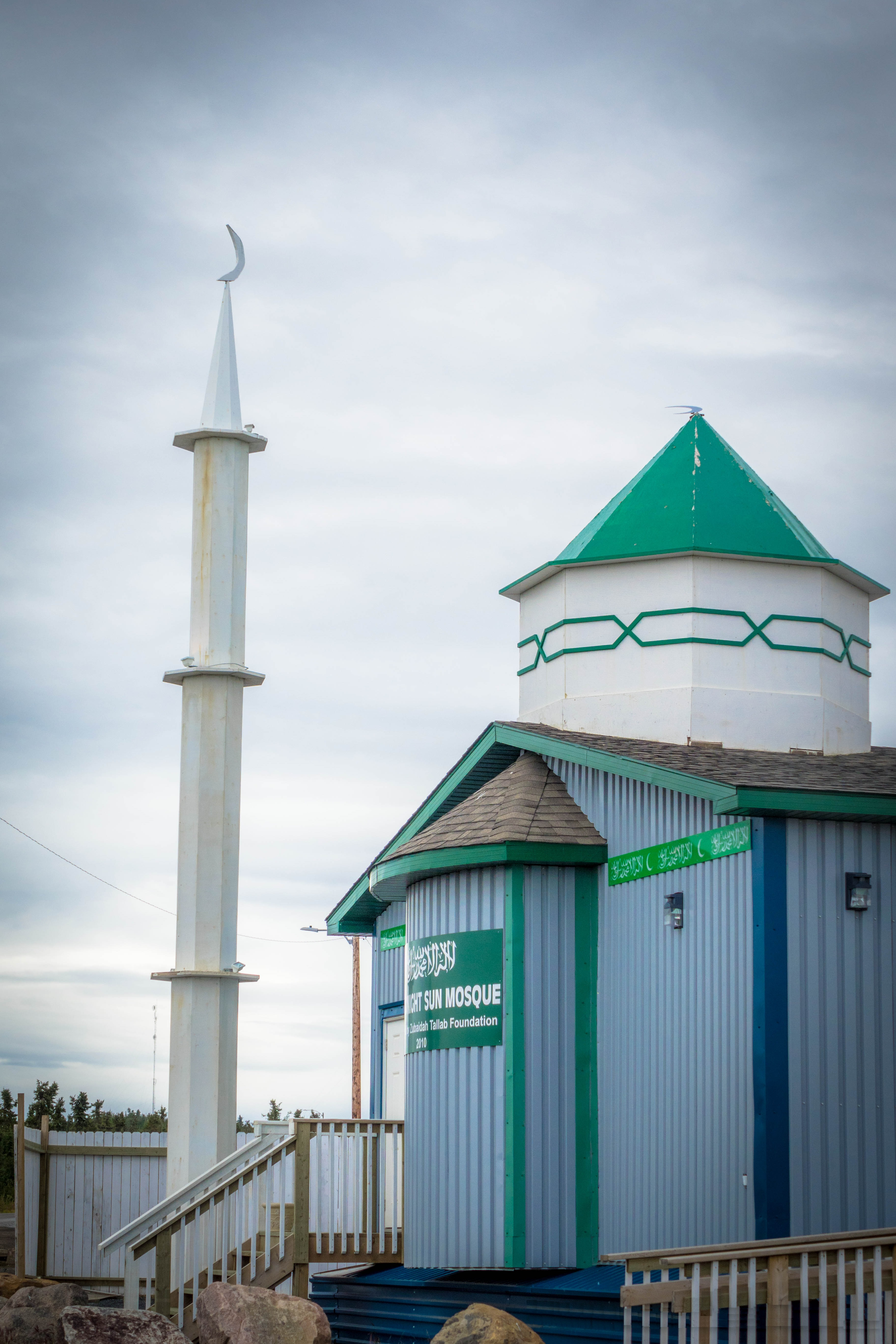
مسجد منتصف الليل في إينوفيك، مما دفع أمير سليمان إلى القول: «هذه أول مئذنة تُقام في القطب الشمالي... سيقول البعض إنها جبهة جديدة للإسلام».

يبدأ تاريخ الإسلام في المنطقة القطبية الشمالية في وقت متأخر نسبيًا في التسلسل الزمني للتاريخ الإسلامي، حيث تقع الدائرة القطبية الشمالية على مسافة بعيدة من معاقل المسلمين التقليدية للسلطة والاستيطان. أدت «الظروف المناخية والبعد والطابع الصناعي الثقيل» للمدن الشمالية إلى تحول ثقافي فريد للمسلمين الذين يعيشون في المنطقة، بما في ذلك الميل نحو التعددية حيث لا تفصل طوائف مثل المسلمين السنة والشيعة أنفسهم. في المناطق التي تجعل فيها شمس منتصف الليل من المستحيل ربط الصلوات الخمس عند الغسق والفجر، يستخدم المصلين عادةً نفس التوقيت الذي تستخدمه منطقة جنوبية أو مدينة مكة المكرمة أو أوطانهم.

## قضايا القطب الشمالي العامة
يرى الأستاذ المصري محمد جمال الدين الفندي أن الآية القرآنية في سورة الكهف التي تشير إلى وصول ذي القرنين إلى الأرض التي سكنت فيها الشمس بعد غروبها كانت على الأرجح إشارة إعجازية إلى الدائرة القطبية الشمالية.
في عام 2018، رافق وفد من دولة الإمارات العربية المتحدة عدنان أمين، المدير العام للوكالة الدولية للطاقة المتجددة ومقرها أبوظبي، في الدورة الخامسة لجمعية الدائرة القطبية الشمالية في ريكيافيك، أيسلندا. أشار زياد رسلان من كلية كينيدي للإدارة الحكومية ومروة مزيد من دراسات القطب الشمالي في جامعة واشنطن إلى أن العالم العربي والقطب الشمالي لهما علاقة طبيعية، نظرًا لأهمية إدارة دخل الطاقة في الدول الريعية، وأن أزمة اللاجئين تتداخل مع الحاجة إلى زيادة العمال المهاجرين في أقصى الشمال.

## روسيا

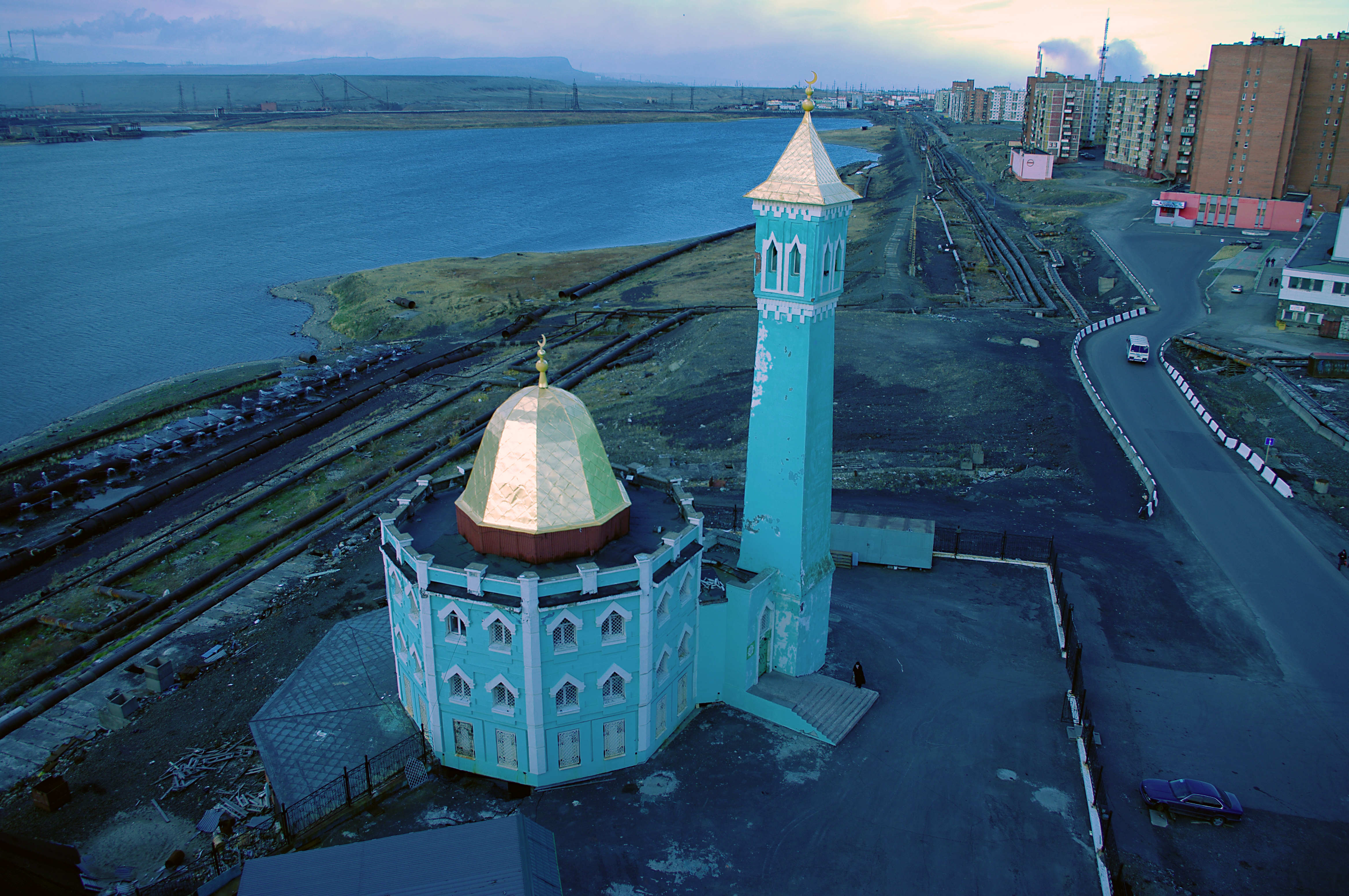
مسجد نورد كمال في نوريلسك، هو المسجد الواقع في أقصى شمال العالم.

وصفت دراسة من عام 2019 المجتمعات المسلمة في القطب الشمالي في روسيا بأنها «تنمو بسرعة» في العقدين الماضيين. محاولة مبكرة لبناء مسجد في إحدى المدن الكبرى (ياكوتسك، حوالي 450 كيلومتر (280 ميل) جنوب الدائرة القطبية الشمالية) عند اندلاع الحرب العالمية الأولى وثورة أكتوبر التالية. في عام 1996، أصبح أكبر مسجد في العالم في أقصى الشمال، قادرًا على استيعاب 3000 مصلي.
كان الملالي السيبيريون منذ القرن التاسع عشر مترددين في الاعتراف بسلطة بعيدة. بعد انهيار الاتحاد السوفيتي عام 1991، تنافست ثلاث مديريات إسلامية مركزية للسيطرة على السكان المسلمين في سيبيريا والشرق الأقصى وأقصى الشمال. تم استيعاب واحد من هؤلاء الثلاثة في الآخر. في عام 1998، تم بناء أول مسجد لمدينة نوريلسك الصناعية، وبحلول عام 2007 قدر المسلمون في المدينة بنحو 20% من السكان، قادمين من داغستان وآسيا الوسطى وأذربيجان.
تقريبا كل مدينة القطب الشمالي في روسيا فيها وجود للمسلمين اعتبارا من 2019، وكان هناك 59 مسجدا ومصلى منتشرة عبر القطب الشمالي وموجودة في كل المنطقة باستثناء أوكروغ نينيتس الذاتية وشبه جزيرة تشوكشي. تُطبع مجلة دورية تسمى الإسلام في ياقوتيا في نيريونغري. في عام 2014، لوحظ أن عددًا كبيرًا من الروس في تيومين، التي تضم 30 مسجدًا شماليًا، بدا أنهم مسلمين.
التحديات التي تواجه الوجود الإسلامي مختلفة. كان لمدينة فوركوتا في القطب الشمالي مشهد قوي من حليقي الرؤوس والقومية البيضاء في التسعينات والعقد الأول من القرن الحادي والعشرين، واحتجت مجموعة قومية روسية على المسجد هناك. تمتلك شبه جزيرة يامال شركة لتصنيع اللحوم تديرها شركة نايدا-ريسورز لإنتاج لحوم الرنة الحلال، والتي تكافح ضد اللحوم التقليدية مثل لحم الضأن. بالإضافة إلى ذلك، تتنافس المنظمتان المسلمتان مع بعضهما البعض للسيطرة على المجتمعات الإسلامية الجديدة. تنافسهم أيديولوجي (حيث يدعم مجلس المفتين بشكل أكبر حقوق المسلمين الروس)، وسياسي (نظرًا لأن المجلس مرتبط ارتباطًا وثيقًا بموسكو، وفي بعض الأحيان يتم إدانته باعتباره منظمة مدعومة من الدولة تسعى إلى بسط سيطرة موسكو على مسلمي روسيا)، وعرقي (بما أن شمال القوقاز يسيطرون على المجلس، في حين أن التتار والبشكير تقليديًا لهم نفوذ واسع).

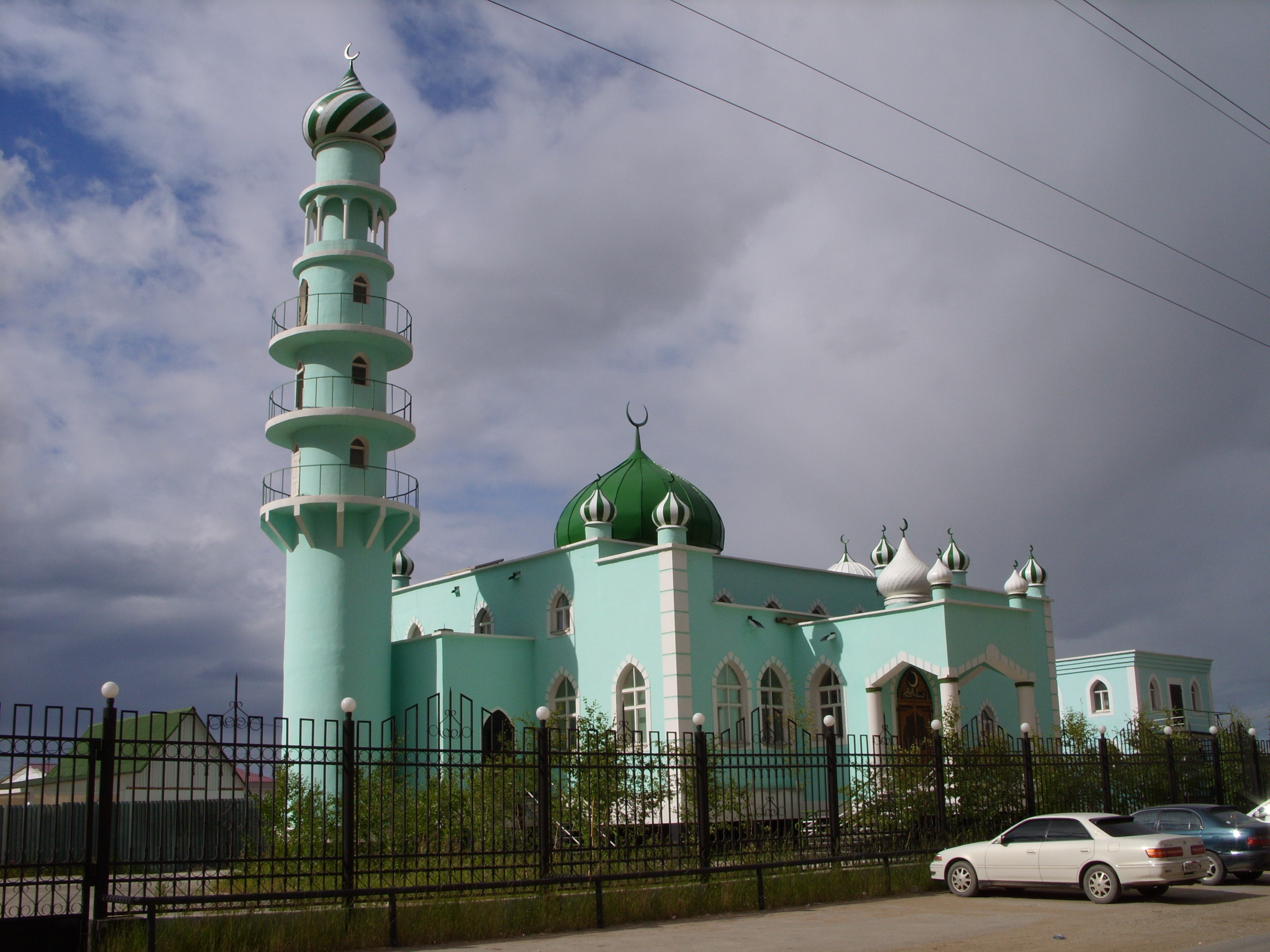
مسجد في ياكوتسك

نسبة المسلمين في مناطق القطب الشمالي الروسية:
| المنطقة                 | نسبة المسلمين |
| ----------------------- | ------------- |
| أوبلاست أرخانغلسك       | 0.00          |
| أوكروغ تشوكوتكا الذاتية | 0.00          |
| إركوتسك أوبلاست         | 1.25          |
| كراي كامشاتكا           | 1.20          |
| خاباروفسك كراي          | 1.13          |
| جمهورية كومي            | 1.00          |
| كراسنويارسك كراي        | 1.50          |
| ماغادان أوبلاست         | 1.00          |
| أوبلاست مورمانسك        | 1.00          |
| أوكروغ نينيتس الذاتية   | 0.00          |
| ساخالين أوبلاست         | 0.40          |
| تيومين أوبلاست          | 5.75          |
| ياقوتيا                 | 1.40          |

## ولاية ألاسكا

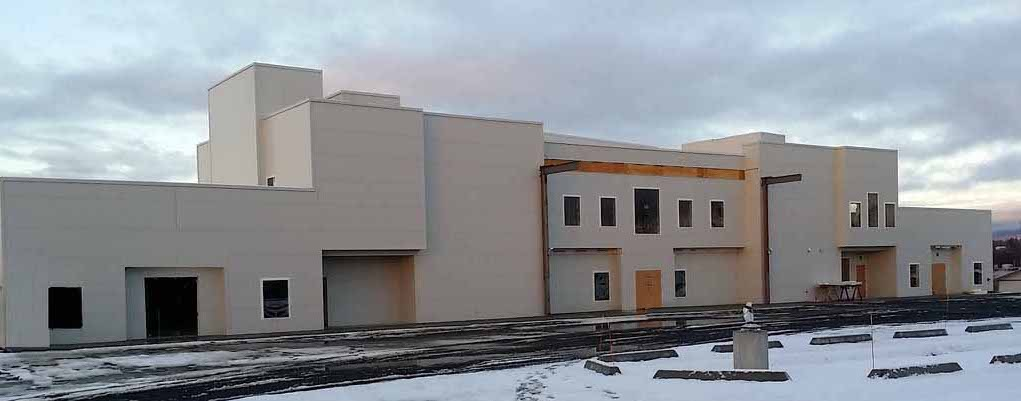
مركز الجالية الإسلامية في أنكوراج، ألاسكا

يمتلك مسلمو الأمريكتين عقارًا في ألاسكا أثار انتقادات، على الرغم من أنهم أوضحوا اهتمامهم بالزراعة العضوية والعيش الجماعي وتربية اللحوم العضوية. كان مركز الجالية الإسلامية في أنكوراج ألاسكا أول مسجد شيد لهذا الغرض في الولاية الأمريكية، حيث بدأ البناء في عام 2010 ليحل محل المصلى في مركز تجاري كان يخدم في السابق 3000 مسلم من السكان. أوضح أحد أبناء الرعية الذي قابلته فايس نيوز أنه اختار ألاسكا لأنه أثناء التقدم بطلب للهجرة إلى الولايات المتحدة كطبيب، كان من الأسهل إذا كان خطط الاستيطان في مجتمع يعاني من نقص الموظفين ويحتاج إلى أطباء. قام مسلمو فيربانكس، ألاسكا البالغ عددهم 35، بتحويل كنيسة نورث بوست القديمة إلى قاعة للصلاة.

## القطب الشمالي الكندي
في عام 1905 دخل علي أبو شادي في رحلة البحث عن الذهب في يوكون جنبًا إلى جنب مع عمه وصديقه، وقد هاجر الثلاثي من لبنان للمشاركة في اكتشاف الثروة في الشمال الكندي، على الرغم من أنهم لم يصلوا إلى الشمال أكثر من بحيرة لا بيش، ألبرتا، لكن هذا أدى إلى «هجرة تدريجية للمسلمين اللبنانيين إلى بحيرة لا بيش». بعد عشرين عامًا، سافر علي وحده شمالًا إلى المحيط المتجمد الشمالي كتاجر، وتوقف في أكلافيك، لكنه عاد في النهاية إلى ألبرتا.
بعد الحرب العالمية الأولى، بدأ المسلم اللبناني بيتر بيكر عملاً ناجحًا لنقل الإمدادات شمالًا من إدمونتون إلى نهر ماكنزي لتجهيز المنقبين عن النفط في المنطقة جنبًا إلى جنب مع جون موري. أثارت علاقاته الوثيقة مع القبائل الأصلية في القطب الشمالي (كان قد تعلم التحدث معهم) غضب منافسيه. عندما مُنحت القبائل الأصلية إلى حد كبير الحق في التصويت في عام 1960، قادت إحدى انتخاباتها الأولى بيكر إلى منصب عضو الجمعية التشريعية لدائرة ماكنزي نورث في عام 1964، ويُقترح أنه كان من اقترح يلونايف كعاصمة الإقليم.
أعقبت أول هجرة جماعية للمسلمين إلى الأقاليم الشمالية الغربية طفرة السبعينات في التنقيب عن البترول في القطب الشمالي. بحلول عام 1995، كانت هناك خمس عائلات مسلمة تعيش في إنوفيك. كان أول مسجد غربي في القطب الشمالي هو مسجد شمس منتصف الليل الذي بُني عام 2010 للمسلمين المائة في المدينة؛ تم تجميعه جنوبًا في مانيتوبا من قبل مؤسسة زبيدة طلب (ZTF) وشحنها إلى القطب الشمالي لتقليل التكاليف. وأشار أمير سليمان إلى أن «هذا [المسجد] هو أول مئذنة تقام في القطب الشمالي... سيقول البعض إنها جبهة جديدة للإسلام». بمجرد وصوله إلى إنوفيك، تم تجهيزه بمئذنة بنيت محليا ارتفاعها 10 متر (33 قدم). لقد حل محل المقطورة القديمة التي كانت تستخدم في السابق كمصلى، وكانت كبيرة بما يكفي لعشرين شخصًا فقط. بعد الانتهاء من المسجد، قدم مركز رعاية المسلمين في تورنتو الأموال لشراء عقار مجاور لإنشاء «بنك الطعام في القطب الشمالي». توزع البقالة على سكان المدينة، وهي الآن أكبر مؤسسة خيرية لإينوفيك. يبلغ عدد سكان يلونايف العاصمة الإقليمية حوالي 300 مسلم.
تم بناء مسجد إكالويت من قبل مؤسسة زبيدة طلب، في عام 2015 لخدمة 80 مسلمًا في مدينة 7000 في نونافوت. في عام 2018، فتحت امتيازًا لنفس «بنك الطعام في القطب الشمالي» الذي تم إنشاؤه سابقًا في إينوفيك.
في عام 2018، تم تحويل مستودع للشاحنات في وايت هورس، يوكون إلى مسجد بشكل رئيسي من قبل صانع الخزانة فتح الله فرجات، من مدينة هاميلتون الجنوبية. كان افتتاح المسجد الذي تم تشييده بمساهمة مالية من مؤسسة زبيدة طلب، بمثابة المرة الأولى التي توجد فيها قاعة صلاة للمسلمين في كل مقاطعة وإقليم كندي. حسين غيستي، الذي أشرف على بناء مؤسسة زبيدة طلب للمسجدين الشماليين السابقين، أطلق على المسجد المكسو بالفضة اسم «مسجد ستار تريك»، في إشارة إلى جهود المسلمين الكنديين لجلب الإسلام إلى الحدود. في عام 2019 تم هدم العقار لتوفير مساحة لبناء مسجد جديد أكبر يحتوي على مكتبة ومدرسة إسلامية.

## القطب الشمالي الأوروبي

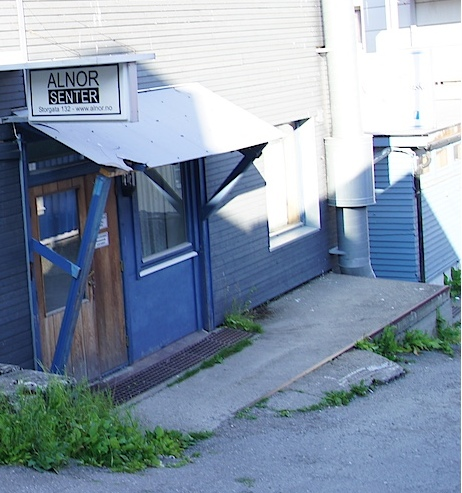
مسجد النور في ترومسو بالنرويج.

في بداية القرن العشرين، كانت فنلندا الدولة الوحيدة في شمال أوروبا التي تضم سكانًا مسلمين أصليين، مع ما يقرب من ألف «تتاري فنلندي». كان الفيبسيون في فنلندا من بين شعوب أقصى الشمال الذين كان للتجار المسلمين اتصالات معهم في القرون الأولى للإسلام، حيث كان التجار الأذريون يتاجرون بالسيوف مقابل جلود الحيوانات. في عام 2018، وجدت دراسة عن مسلمي فنلندا الذين يعيشون داخل الدائرة القطبية الشمالية مهاجرين فلسطينيين وعراقيين وفارسيين وأتراك وبنغاليين وصوماليين وباكستانيين وأفغان، وجميعهم تقريبًا من أهل السنة والجماعة.
كان أول المهاجرين المسلمين إلى المناطق القطبية الشمالية في بلدان الشمال الأوروبي قبل عام 1976، عندما سافر العمال المهاجرون بمن فيهم مسلمون من يوغوسلافيا وباكستان وتركيا شمالًا للعثور على عمل.
يقع أكبر مسجد في القطب الشمالي في النرويج في ترومسو، وقد تم بناؤه عام 2006 على يد شخص اعتنق الإسلام وبتبرع من رجل أعمال سعودي مجهول. يوجد مسجدان في الشمال في ألتا وهامرفيست.
اعتبارًا من عام 2013، المسلم الوحيد المعروف الذي يعيش في غرينلاند هو مواطن لبناني يدير مطعمًا في نوك.